# Sœurs de l'Imitation du Christ
Les Sœurs de l'Imitation du Christ (en anglais Sisters of the Imitation of Christ ou Bethany Sisters) sont une congrégation religieuse enseignante et missionnaire de rite syriaque occidental et de droit pontifical. C'est le 1er institut religieux féminin apostolique fondé au sein de l'Église catholique syro-malankare.

## Histoire
La congrégation est née au sein de l'Église malankare orthodoxe. En 1915, le Père Geevarghese Ivanios est très impressionné par le dévouement des sœurs anglicanes de Barisal (à l'époque dans la présidence du Bengale)
et demande à Edith Langridge (en), la supérieure de la communauté, de former des indiennes à la vie religieuse.
Entre 1915 et 1920, les premières aspirantes sont initiées à la vie religieuse et reçoivent également des cours d'études supérieures car Edith Langridge est diplômée du Queens' College et du Lady Margaret Hall, un des collèges de l'université d'Oxford.
Les sœurs s'installent ensuite au Kerala et prononcent leurs premiers vœux le 21 septembre 1925 avec une règle basée sur les écrits de saint Basile. En 1930, Geevarghese Ivanios, qui avait depuis longtemps lancé un mouvement visant à réunir les chrétiens Malankar avec l'Église de Rome, adhère au catholicisme ; en 1932, il est nommé éparche de Trivandrum (en).
Le Saint-Siège reconnaît la validité des vœux prononcés par les religieuses et leur communauté, définie jusqu'alors comme ordre, devient une congrégation religieuse. Après la visite du cardinal Eugène Tisserant, la congrégation reçoit le décret de louange le 6 août 1956 et ses constitutions sont approuvées le 17 mai 1959.

## Activités et diffusion
Les religieuses se consacrent à l'œuvre missionnaire et œcuménique ainsi qu'à l'éducation des jeunes. 
Elles sont présentes en: 
- Asie : Inde.
- Afrique : Afrique du Sud, Éthiopie.
- Europe : Allemagne, Italie.
- Amérique : États-Unis.

La maison-mère est à Vadavathoor, dans le district de Kottayam.
En 2015, la congrégation comptait 838 sœurs dans 180 maisons.